# IC 2791
IC 2791 је спирална галаксија у сазвјежђу Лав која се налази на листи објеката дубоког неба у Индекс каталогу.
Деклинација објекта је + 12° 53' 47" а ректасцензија 11h 23m 37,5s. Привидна величина (магнитуда) објекта IC 2791 износи 15,7 а фотографска магнитуда 16,5.